# Banksia aquilonia
Banksia aquilonia, también denominada banksia del norte, es una especie de árbol en la familia Proteaceae. Es nativo del norte de Queensland sobre la costa noreste de Australia. Alcanza una altura promedio de 8 m, y posee hojas verdes angostas y brillantes que miden hasta 20 cm de largo y penachos de flores amarillo claro que miden de 6 a 10 cm de largo, denominados inflorescencias, que se manifiestan en otoño. Cuando los penachos maduran, las flores se desprenden y los mismos desarrollan hasta 50 folículos, cada uno de los cuales contiene dos semillas.
Alex George describió a esta planta en su trabajo publicado en 1981 sobre el género Banksia como una variedad de Banksia integrifolia, pero posteriormente la reclasificó como una especie separada. Los estudios genéticos muestran que está emparentada con Banksia plagiocarpa, Banksia oblongifolia y Banksia robur. La especie habita en zonas de bosque húmedo esclerófilo y en los bordes de bosques lluviosos en suelos arenosos. Banksia aquilonia se regenera luego de incendios forestales al brotar los chupones ubicados bajo su corteza. 

## Descripción

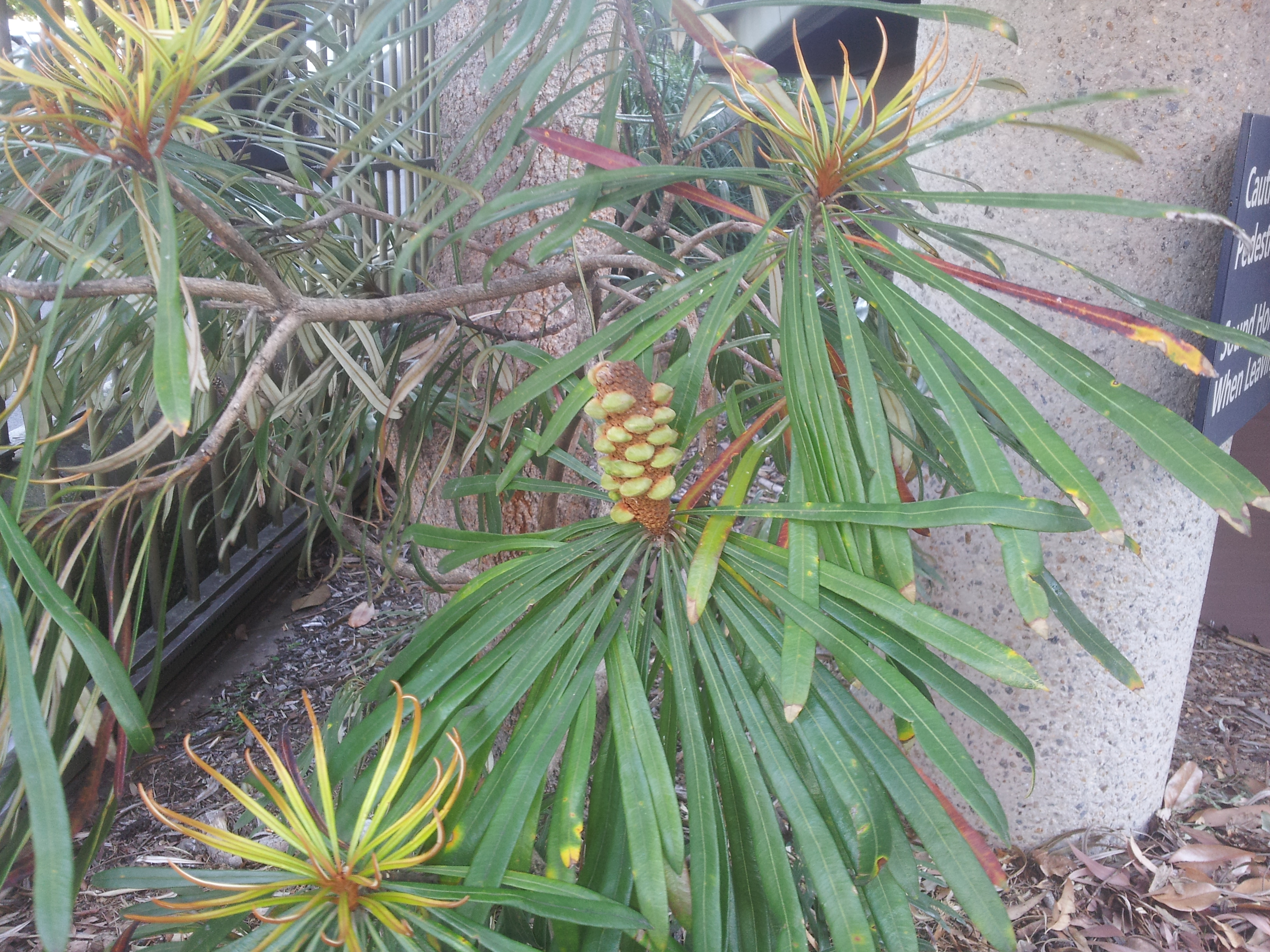
Sección nueva de color verde brillante y pardo y folículos verdes en penachos en el verano.

Banksia aquilonia crece formando un arbusto alto o un árbol pequeño de unos 8 m de alto, aunque existen registros de algunas plantas que llegan a medir 15 m de alto. Su corteza es dura, fisurada y de color gris, mientras que las hojas son angostas elípticas o lanceoladas midiendo de 5 a 20 cm de largo y de 0.6 a 1.2 cm de ancho con márgenes rectos y extremo en punta. Su dorso es verde brillante y su zona inferior es blanca con una nervadura prominente cubierta de pelillos color marrón rojizo. En enero se observa la nueva zona de crecimiento color pardo. La planta florece desde marzo a junio.  Las flores poseen la típica disposición de las  Banksia en forma de penacho vertical, una inflorescencia formada por cientos de pares de flores densamente agrupadas formando una espiral alrededor del eje leñoso. El penacho de flores de B. aquilonia es de color amarillo claro, aproximadamente cilíndrico, midiendo de 6 a 10 cm de alto, y hasta 6 cm de diámetro. Los periantos tubulares de las flores individuales miden entre 2.5 a 2.9 cm de largo. Las mismas se abren al madurar  (antesis) liberando los estigmas. Todas las partes viejas de las flores se desprenden a la vez que se desarrollan hasta 50 folículos ovales sobre un penacho leñoso desnudo. Los folículos miden de 0.8 a 1.2 cm de largo, de 0.5 a 0.9 de alto, y de 0.4 a 0.5 cm de ancho. Inicialmente peludos, posteriormente se tornan suaves y se abren al madurar, y sus dos partes semiovales se parten liberando las dos semillas que contienen. Las semillas de color gris-pardo oscuro a negro se encuentran a ambos lados de un separador leñoso de semillas. Las semillas miden de 1.4 a 1.6 cm de largo, poseen un cuerpo en forma de cuña, que mide de 0.8 a 1 cm de largo y de 0.2 a 0.3 cm de ancho. El separador leñoso posee la misma forma que la semilla, con la impresión de la semilla próxima a ella. Los plantines poseen cotiledones verde brillante de 1 cm de largo. Las hojas nuevas son más estrechas, midiendo entre 7 a 24 cm de largo y de 0.6 a 2.1 cm de ancho, y a menudo poseen márgenes aserrados.

## Distribución y hábitat

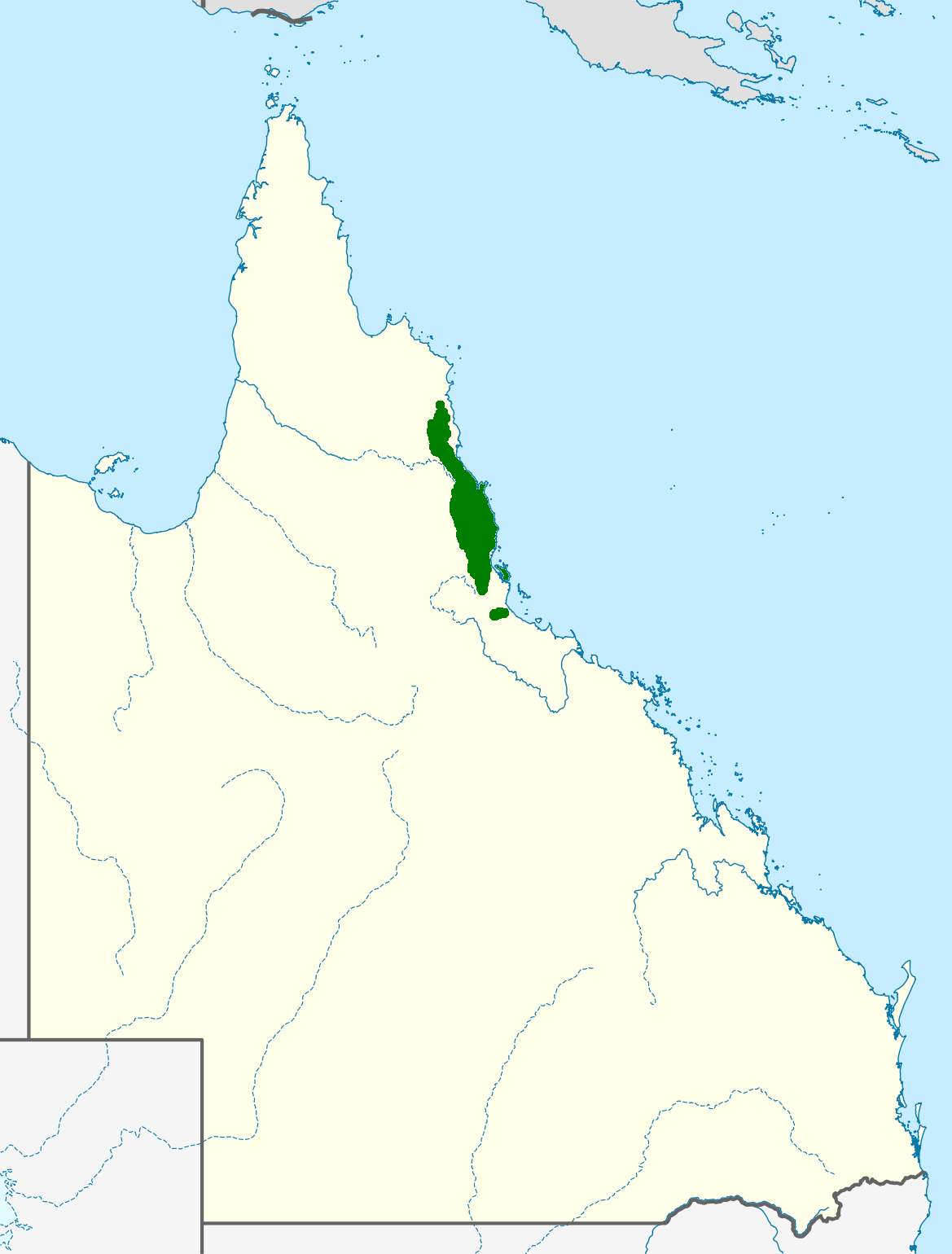
Zona habitada por Banksia aquilonia.

Banksia aquilonia habita zonas costeras del norte de Queensland desde el Parque nacional Bahía Cedro hasta Parque nacional Montañas Paluma, en zonas con una precipitación anual de 1000 mm a 4000 mm. Se presenta desde casi el nivel del mar hasta elevaciones de 1000 m, en diversos ambientes. Crece en el bosque esclerófilo húmedo, o en los márgenes de bosque tropical, en plateaus, riscos, pendientes y zonas bajas pantanosas o suelos arenosos o rocosos, generalmente de origen granítico, o a veces arcilla. Por lo general crece en zonas también habitadas por especies tales como el árbol de madera sangrienta rosado (Corymbia intermedia), eucalipto rojo (Eucalyptus tereticornis), swamp turpentine (Lophostemon suaveolens), roble hembra rosa (Allocasuarina torulosa), y roble hembra negro (A. littoralis), y especies del sotobosque tales como el coin spot wattle (Acacia cincinnata) y yellow wattle (A. flavescens). Gran parte de su hábitat en tierras bajas en los Trópicos húmedos se ha degradado o fragmentado. Si bien la zona donde crece se solapa con la de B. dentata, las dos especies no crecen en inmediata proximidad.